# Les Étoiles vagabondes
Albums de Nekfeu
Cyborg
(2016)
Les Étoiles vagabondes est le troisième album studio du rappeur français Nekfeu sorti le 6 juin 2019 sur les labels Seine Zoo, Polydor et Universal. Une version nommée Les Étoiles vagabondes : Expansion sort le 21 juin 2019.

## Genèse

### Film au cinéma
Le 15 mai 2019, une bande annonce est révélée sur la chaîne Youtube du rappeur annonçant la sortie du film Les Étoiles vagabondes pour le 6 juin 2019 en séance de projection unique dans près de 200 salles de cinéma en France, en Belgique, au Maroc, en Suisse ainsi qu'au Canada. Il sort sur Netflix le 20 août 2019 et en est retiré un an plus tard.
Le film-documentaire, réalisé par Syrine Boulanouar et Nekfeu, est d'abord présenté comme un « album au cinéma ». Il retrace la conception du nouvel album de Nekfeu entre Paris, le Japon, la Grèce et les États-Unis. Au cinéma, le film rencontre un énorme succès, plus de 100 000 personnes ont assisté à la projection. En une seule séance, le film a décroché la première place du box-office. Ce faisant, il remporte également le record français d'entrées pour un documentaire musical diffusé au cinéma sur une seule séance, détenu depuis novembre dernier par le groupe coréen BTS avec le documentaire Burn The Stage.

### Sortie de l'album
Le jour même, lors de la diffusion du film et après deux ans et demi d'absence, Nekfeu publie son troisième album solo, Les Étoiles vagabondes, en version numérique et sur les plateformes de streaming. Ce nouveau disque atteint la première place des plateformes de streaming en France et dans plusieurs autres pays dont l'Algérie, atteignant même la deuxième place du Top Monde en moins de 48 h. La version physique est mise en vente le 14 juin 2019, vendue dans une pochette plastifiée faisant office de packaging et limitée à 100 000 exemplaires.
Le 21 juin 2019, soit deux semaines après la sortie de l'album, Nekfeu sort une nouvelle version, nommée Les Étoiles vagabondes : Expansion. Disponible en version numérique et sur les plateformes de streaming, cette version de 34 pistes mélange les 18 titres de l'édition originale et 16 nouveaux titres.
Le 28 juin 2019, une version physique nommée Expansion est mise en vente, vendue dans une pochette papier-bulle faisant office de packaging. Elle contient un livret, un fourreau transparent et un CD de 16 titres permettant de compléter la version physique de la première édition.
Toujours le 28 juin 2019, une version vinyle de Les Étoiles vagabondes : Expansion contenant l'ensemble des titres est mise en vente.

## Liste des titres

### Les Etoiles Vagabondes
| 1.      | Les étoiles vagabondes                     | Kezo                                                         | 03:53 |
| 2.      | Alunissons                                 | Selman, Loubensky & Diabi                                    | 04:37 |
| 3.      | Cheum                                      | Hugz Hefner                                                  | 03:15 |
| 4.      | Takotsubo                                  | Selman                                                       | 04:44 |
| 5.      | Menteur menteur                            | Diabi                                                        | 03:44 |
| 6.      | Ciel noir                                  | Trombone Shorty, Diabi, Selman & Loubensky                   | 04:12 |
| 7.      | De mon mieux                               | Hologram Lo'                                                 | 03:47 |
| 8.      | Le bruit qui court                         | Diabi                                                        | 04:00 |
| 9.      | Elle pleut (featuring Nemir)               | Nae & Diabi                                                  | 04:45 |
| 10.     | Dans l'univers (featuring Vanessa Paradis) | Hugz Hefner                                                  | 04:03 |
| 11.     | Premier pas                                | Hologram Lo' & Diabi                                         | 02:33 |
| 12.     | Tricheur (featuring Damso)                 | Hugz Hefner                                                  | 04:07 |
| 13.     | Voyage léger                               | Hugz Hefner                                                  | 03:22 |
| 14.     | Compte les hommes (featuring Alpha Wann)   | Diabi & Loubensky                                            | 04:10 |
| 15.     | Koala mouillé                              | Diabi                                                        | 03:00 |
| 16.     | Ολά Καλά                                   | Nekfeu, Selman & Diabi                                       | 05:02 |
| 17.     | Pixels (featuring Crystal Kay)             | Loubensky, Hologram Lo', Selman, Diabi, Majingokku & Emilien | 03:52 |
| 18.     | 1er rôle                                   | En'Zoo                                                       | 04:25 |
| 1:11:40 |                                            |                                                              |       |

### Les Etoiles Vagabondes: Expansion
| 1.       | Les étoiles vagabondes                             | Kezo                                       | 03:53 |
| 2.       | Alunissons                                         | Selman, Loubensky & Diabi                  | 04:37 |
| 3.       | Cheum                                              | Hugz Hefner                                | 03:15 |
| 4.       | Natsukashii                                        | Diabi                                      | 03:11 |
| 5.       | Takotsubo                                          | Selman                                     | 04:44 |
| 6.       | Menteur menteur                                    | Diabi                                      | 03:44 |
| 7.       | Écrire                                             | Les Gordon & Diabi                         | 03:40 |
| 8.       | Ciel noir                                          | Trombone Shorty, Diabi, Selman & Loubensky | 04:12 |
| 9.       | L'air du temps (featuring Doums & Framal)          | Hugz Hefner                                | 02:51 |
| 10.      | De mon mieux                                       | Hologram Lo'                               | 03:47 |
| 11.      | Le bruit qui court                                 | Diabi                                      | 04:00 |
| 12.      | Elle pleut (featuring Némir)                       | Nae & Diabi                                | 04:45 |
| 13.      | Dans l'univers (featuring Vanessa Paradis)         | Hugz Hefner                                | 04:03 |
| 14.      | Premier pas                                        | Hologram Lo' & Diabi                       | 02:33 |
| 15.      | Dernier soupir                                     | Trombone Shorty, Diabi, Selman & Loubensky | 03:33 |
| 16.      | Tricheur (featuring Damso)                         | Hugz Hefner                                | 04:07 |
| 17.      | Voyage léger                                       | Hugz Hefner                                | 03:22 |
| 18.      | Interlude Fifty                                    | Loubensky & Diabi                          | 01:31 |
| 19.      | Compte les hommes (featuring Alpha Wann)           | Loubensky & Diabi                          | 04:10 |
| 20.      | Oui et non                                         | KLM & Diabi                                | 03:04 |
| 21.      | Koala mouillé                                      | Diabi                                      | 03:00 |
| 22.      | Jeux vidéo et débats                               | Diabi                                      | 04:13 |
| 23.      | Ken Kaneki                                         | Hugz Hefner                                | 02:42 |
| 24.      | Cdglaxjfkhndath (featuring 2zer & Mekra)           | Diabi                                      | 03:23 |
| 25.      | Rouge à lèvres (featuring BJ the Chicago Kid (en)) | Loubensky                                  | 03:48 |
| 26.      | Sous les nuages                                    | Hugz Hefner                                | 02:40 |
| 27.      | Énergie sombre                                     | VM The Don & Hologram Lo'                  | 03:23 |
| 28.      | Ολά Καλά                                           | Nekfeu, Selman & Diabi                     | 05:02 |
| 29.      | Pixels (featuring Crystal Kay)                     | Loubensky, Hologram Lo', Selman & Diabi    | 03:52 |
| 30.      | De mes cendres                                     | Monomite & Loubensky                       | 03:35 |
| 31.      | Nouvel homme                                       | Hugz Hefner                                | 03:08 |
| 32.      | Chanson d'amour                                    | Diabi                                      | 03:42 |
| 33.      | 1er rôle                                           | En'Zoo                                     | 04:25 |
| 34.      | À la base                                          | Loubensky & Diabi                          | 04:24 |
| 02:04:34 |                                                    |                                            |       |

### Expansion
| 1.       | Natsukashii                                        | Diabi                                      | 03:11 |
| 2.       | Écrire                                             | Les Gordon & Diabi                         | 03:40 |
| 3.       | L'air du temps (featuring Doums & Framal)          | Hugz Hefner                                | 02:51 |
| 4.       | Dernier soupir                                     | Trombone Shorty, Diabi, Selman & Loubensky | 03:33 |
| 5.       | Interlude Fifty                                    | Loubensky & Diabi                          | 01:31 |
| 6.       | Oui et non                                         | Népal & Diabi                              | 03:04 |
| 7.       | Jeux vidéo et débats                               | Diabi                                      | 04:13 |
| 8.       | Ken Kaneki                                         | Hugz Hefner                                | 02:42 |
| 9.       | Cdglaxjfkhndath (featuring 2zer & Mekra)           | Diabi                                      | 03:23 |
| 10.      | Rouge à lèvres (featuring BJ the Chicago Kid (en)) | Loubensky                                  | 03:48 |
| 11.      | Sous les nuages                                    | Hugz Hefner                                | 02:40 |
| 12.      | Énergie sombre                                     | VM The Don & Hologram Lo'                  | 03:23 |
| 13.      | De mes cendres                                     | Monomite & Loubensky                       | 03:35 |
| 14.      | Nouvel homme                                       | Hugz Hefner                                | 03:08 |
| 15.      | Chanson d'amour                                    | Diabi                                      | 03:42 |
| 16.      | À la base                                          | Loubensky & Diabi                          | 04:24 |
| 00:52:54 |                                                    |                                            |       |

## Titres certifiés
Tous les titres de l'album sont certifiés

### Les étoiles vagabondes: Expansion
- Les étoiles vagabondes  Diamant[12]
- Alunissons  Diamant[13]
- Cheum  Diamant[14]
- Takotsubo  Platine[15]
- Menteur menteur  Platine[16]
- Écrire  Diamant[17]
- Ciel noir  Platine[18]
- De mon mieux  Platine[19]
- Le bruit qui court  Platine[20]
- Elle pleut  Diamant[21]
- Dans l'univers Diamant[22]
- Premier pas Platine[23]
- Dernier soupir Or[24]
- Tricheur feat. Damso Diamant[25]
- Voyage léger Platine[26]
- Compte les hommes Or[27]
- Oui et non  Or [28]
- Koala mouillé  Or[29]
- Jeux vidéo et débats  Or[30]
- Ken Kaneki  Diamant[31]
- Rouge à lèvres  Or[32]
- Sous les nuages  Or[33]
- Énergie sombre  Diamant[34]
- Ολά Καλά  Platine[35]
- Pixels  Or[36]
- De mes cendres  Platine[37]
- Nouvel homme  Or[38]
- Chanson d'amour  Platine[39]
- 1er rôle  Or[40]
- À la base  Or[41]
- Natsukashii  Platine[42]

## Composition et production
L'album se compose de 18 titres et contient 5 duos avec Damso, Vanessa Paradis, Alpha Wann, Némir et la chanteuse japonaise Crystal Kay. Cet opus a été enregistré dans plusieurs pays différents, à la recherche de sonorités et mélodies variées, d'inspirations et de musiciens locaux. D'abord en Grèce, d'où vient le père de Nekfeu, puis en France et aux États-Unis où il enregistre le trompettiste Troy Andrews (lors de ce voyage en Amérique, à la Nouvelle-Orléans, il fait également la rencontre d'un musicien de rue jouant des percussions, et lui propose de jouer sur son album) ; au Japon également, où un violoniste posera également plusieurs notes de violon ; et enfin, en Belgique, pour enregistrer la collaboration avec Damso.
La version Expansion de l'album ajoute 16 titres, soit un total de 34 morceaux, et contient de nouvelles collaborations avec Framal, 2zer, Mekra (membres du $-Crew), Doums, et le chanteur américain BJ the Chicago Kid (en). La thématique de la première partie de la narration de l’album est décrite par les auditeurs comme plus mélancolique et la seconde , plus positive et s’axe sur la reprise de conscience de l’artiste.
Le design graphique de l'album a été réalisé par Rægular.

## Réception

### Accueil critique
Le projet musical et cinématographique Les Étoiles vagabondes a largement été commenté dans la presse et a suscité de très bonnes critiques.  Pour PopMatters, M. Oliver a écrit que : « Grâce à un équilibre judicieux entre ses instincts de rappeur compétitif et la tendance contemporaine à embrasser le chagrin en vers, Les étoiles vagabondes excelle comme une œuvre hip-hop multiforme, exaltante et finalement inspirée ». Pour Le Figaro, « Le parcours sans fautes pour Les Étoiles vagabondes, le nouvel album de Nekfeu [...] ; « sincère, virtuose et mélancolique et pour lequel le rappeur confirme son statut d’artiste accompli ». Pour Les Inrocks, Les Étoiles vagabondes est un « autoportrait vulnérable et touchant ».

### Accueil commercial
Comme pour son premier album Feu, ce troisième opus bénéficie d'une couverture médiatique importante, et suscite l'engouement dans la presse et sur les réseaux sociaux. Deux semaines après sa sortie, il est certifié disque de platine, cumulant plus de 100 000 ventes. Il est ensuite certifié double disque de platine, 1 mois après sa sortie, se vendant à plus de 200 000 exemplaires. Le disque se classe pendant 11 semaines consécutives à la première place du Top albums. Véritable succès commercial, il est certifié triple disque de platine, deux mois et demi après sa sortie, cumulant plus de 300 000 exemplaires vendus. Quelques jours plus tard, il dépasse les ventes de l'album Deux frères de PNL et devient l'album rap le plus vendu de l'année 2019 en France et fait partie des meilleurs démarrages mondiaux en ventes physiques,. Après cinq mois d'exploitation, le disque dépasse la barre des 400 000 exemplaires vendus, en novembre 2019. Le 20 mars 2020, l'album est certifié disque de diamant avec plus de 500 000 ventes. Le 14 décembre 2023, l'album est certifié double disque de diamant avec plus de 1 000 000 d'exemplaires vendus.

## Classements et certifications
Après sa sortie, l'album se classe en première position durant onze semaines en France.
| Région        | Certification | Ventes/Streams |
| ------------- | ------------- | -------------- |
| France (SNEP) | 2 × Diamant   | 1 000 000      |